# Jon Cryer
Jonathan Niven Cryer (New York, 16 april 1965) is een Amerikaans acteur, scenarist en producent. Hij won zowel in 2009 als 2012 een Primetime Emmy Award voor zijn rol als Alan Harper in de komedieserie Two and a Half Men. Voor deze rol werd hij in 2006, 2007, 2008, 2010 en 2011 voor dezelfde prijs genomineerd. In 2011 kreeg hij een ster op de Hollywood Walk of Fame. 

## Carrière
Cryer maakte zijn filmdebuut in 1984, als Charles Cummings in No Small Affair.
Cryer is de zoon van Gretchen en David Cryer, een acteursechtpaar dat voornamelijk actief was op het toneel van Broadway. Zijn vader was daarnaast te zien in films als Escape from Alcatraz en American Gigolo en in gastrollen in televisieseries als Dallas en Law & Order. Cryer zelf verbreedde zijn werkveld in 1996 met scenarioschrijven, toen de door hem geschreven film The Pompatus of Love uitkwam. Twee jaar later kwam Went to Coney Island on a Mission from God... Be Back by Five van zijn hand. In beide films speelt hij zelf mee.
Cryer was van 1999 tot en met 2004 getrouwd met actrice Sarah Trigger, met wie hij in 2000 zoon Charlie Austin kreeg. Hij hertrouwde in 2007 met televisiepresentatrice Lisa Joyner. Samen met haar adopteerde hij in 2009 dochter Daisy.

### Two and a Half Men
Cryer verscheen in 2003 voor het eerst als de neurotische klaploper Alan Harper in Two and a Half Men. Zijn personage is bij aanvang van de serie net gescheiden van zijn vrouw en trekt vervolgens samen met zijn zoontje Jake (Angus T. Jones) in bij zijn rijke, zorgeloze broer Charlie Harper (Charlie Sheen). De serie sloeg dermate goed aan bij de kijkers dat Cryer de rol 262 keer speelde tot de serie in 2015 ten einde kwam.
In de loop van Two and a Half Men vervulde Cryer verschillende keren ook andere taken. Zo regisseerde hij de afleveringen "Mr. McGlue's Feedbag", "If My Hole Could Talk" en "Sir Lancelot's Litter Box" en schreef hij het verhaal van "Justice in Star-Spangled Hot Pants".

## Filmografie
- Big Time Adolescence (2019)
- Hit by Lightning (2014)
- Ass Backwards (2013)
- Company (2011)
- Due Date (2010)
- Shorts (2009)
- Stay Cool (2009)
- Weather Girl (2009)
- Tortured (2008)
- Unstable Fables: 3 Pigs & a Baby (2008, stem)
- The Metro Chase (2004, televisiefilm)
- Clayton (2000)
- Holy Man (1998)
- Went to Coney Island on a Mission from God... Be Back by Five (1998)
- Plan B (1997)
- Glam (1997)
- The Pompatus of Love (1996)
- Heads (1993, televisiefilm)
- The Waiter (1993)
- Hot Shots! (1991)
- Penn & Teller Get Killed (1989)
- Rap Master Ronnie: A Report Card (1988, televisiefilm)
- Hiding Out (1987)
- Dudes (1987)
- Superman IV: The Quest for Peace (1987)
- Morgan Stewart's Coming Home (1987)
- Pretty in Pink (1986)
- O.C. and Stiggs (1985)
- No Small Affair (1984)

## Televisieseries
*Exclusief eenmalige gastrollen
- Supergirl - Lex Luthor (2019, vijf afleveringen)
- Ryan Hansen Solves Crimes on Television - Jon Cryer (2017-2019, zeven afleveringen)
- Justice League Action - stem Felix Faust (2017-2018, drie afleveringen)
- The Ranch - Bill (2016-2017, twee afleveringen)
- NCIS - Cyril Taft (2015-2016, drie afleveringen)
- Two and a Half Men - Alan Harper (2003-2015, 262 afleveringen)
- Hannah Montana - Ken Truscott (2010-2011, twee afleveringen)
- American Dad! - stemmen Desk Clerk/Quacky (2006-2009, twee afleveringen)
- Danny Phantom - Freakshow (2005-2006, drie afleveringen)
- Stripperella - stemmen Dave/Clifton/Clifford (2003-2004, drie afleveringen)
- Hey Joel - Joel Stein (2003, drie afleveringen)
- The Trouble with Normal - Zack Mango (2000-2001, dertien afleveringen)
- Getting Personal - Samn Wagner (1998, zeventien afleveringen)
- Partners - Bob (1995-1996, 22 afleveringen)
- The Famous Teddy Z - Teddy Zakalokis (1989-1990, twintig afleveringen)

- Bibliothèque nationale de France: cb14011263m (data)
- Gemeinsame Normdatei: 140841121
- International Standard Name Identifier: 0000 0001 1472 7559
- Library of Congress Control Number: no00082445
- MusicBrainz: 1cb187fc-14bf-4688-bb61-20184f4c1605
- Nationale Bibliotheek van Tsjechië: xx0078680
- Nationale bibliotheek van Australië: 40091012
- Nationale Bibliotheek van Israël: 987007327393705171
- Nationale Bibliotheek van Polen: a0000001713024
- SNAC: w6mf1zv2
- Système universitaire de documentation: 244373493
- Trove: 972651
- Virtual International Authority File: 53701091
- WorldCat: E39PBJqW3dPXcppbVHRV7PfrMP